# CUNY Graduate Center

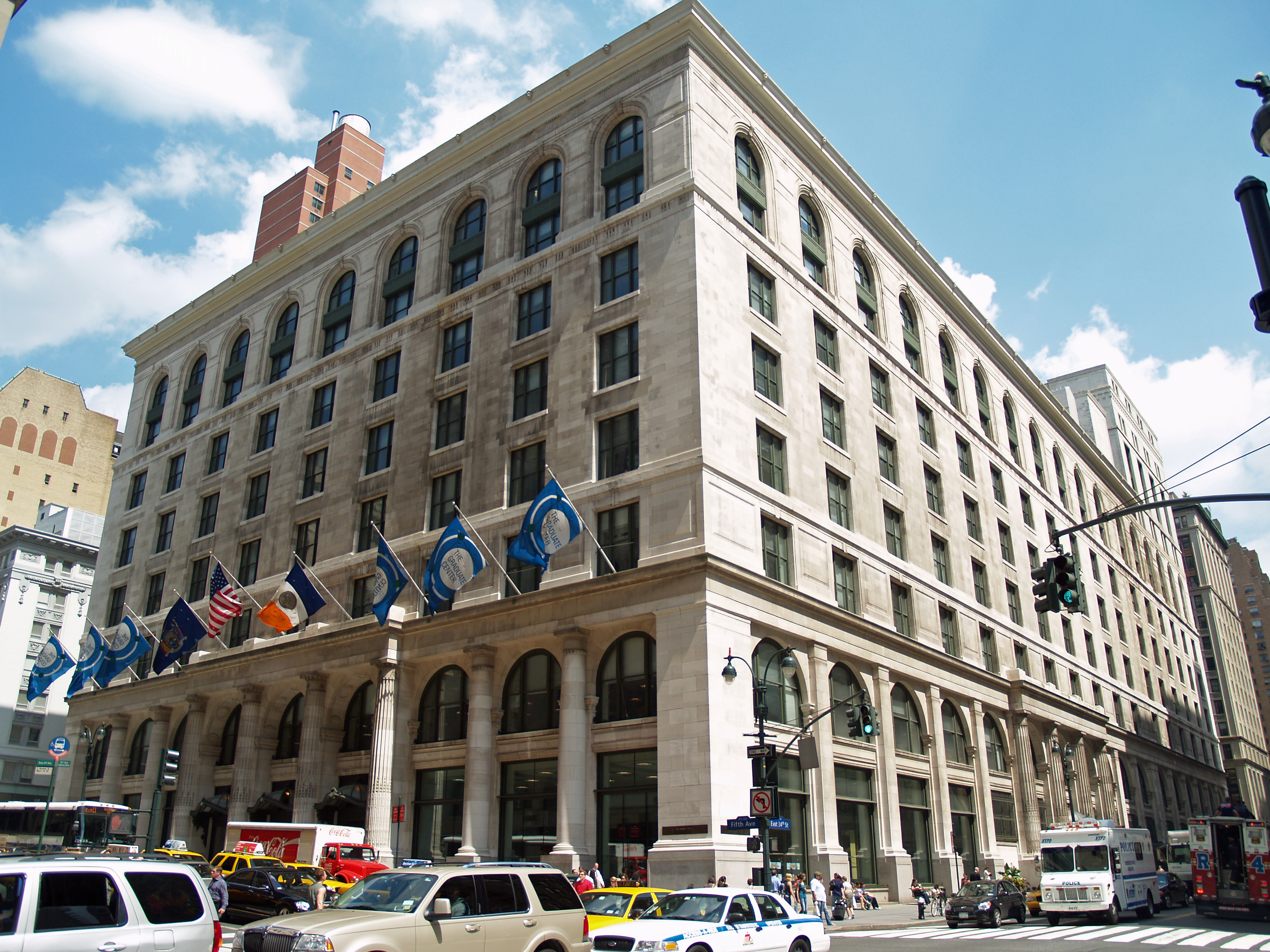
CUNY Graduate Center.

L'École doctorale de l'université de la ville de New York (CUNY - Graduate Center), fondée en 1961, est la branche de l'université de la ville de New York regroupant l'ensemble des programmes doctoraux.

## Historique
La CUNY a commencé à proposer une formation doctorale par le biais de sa division des études supérieures en 1961 et a décerné ses deux premiers doctorats en 1965. En 1969, la division des études supérieures devient officiellement la Graduate School and University Center. La mathématicienne Mina Rees est la première présidente de l'institution, de 1969 à 1972, date à laquelle elle prend sa retraite. Le CUNY Graduate Center a acquis la réputation d'attirer des chercheurs confirmés au sein de sa faculté
.
Depuis 1999, l'École est logée dans un immeuble de neuf étages au 365 Fifth Avenue dans Midtown Manhattan.

## Étudiants notables
En 2016, le CUNY Graduate Center comptait cinq boursiers de la Fondation MacArthur parmi ses anciens étudiants, dont l'écrivaine Maggie Nelson qui y a soutenu une thèse en littérature anglaise. Le Prix Pulitzer de la poésie de 2015, Gregory Pardlo (en) y a également été étudiant. Parmi les autres anciens étudiants du CUNY Graduate Center figurent d'éminents chercheurs et universitaires, comme par exemple l'historien de l'art et activiste d'Act-Up Douglas Crimp, l'historien Maurice Berger ou la philosophe Nancy Fraser.